# Stanisław Kwast
Stanisław Gajewski, ur. jako Stanisław Kwast (ur. 23 października 1907 w Sosnowcu, zm. 1 kwietnia 1988 w Warszawie) – polski siatkarz występujący w Polonii Warszawa. 
Brat Wiktora i Tadeusza. Absolwent warszawskiego gimnazjum im. Lelewela i Wyższej Szkoły Handlowej. 
Oficer 6 Pułku Piechoty Legionów w Wilnie, w czasie kampanii wrześniowej dostał się do niewoli radzieckiej, po czym na skutek wymiany jeńców znalazł się w niewoli niemieckiej i okres wojny spędził w Oflagu VIIA Murnau.
Po wojnie zmienił nazwisko na Gajewski i zamieszkał we Wrocławiu. Został pochowany na Cmentarzu Osobowickim (pole 136, grób 723, rząd 20 od pola 115).